# Arthroderma ciferrii
Arthroderma ciferrii är en svampart som beskrevs av Varsavsky & Ajello 1964. Arthroderma ciferrii ingår i släktet Arthroderma och familjen Arthrodermataceae.   Inga underarter finns listade i Catalogue of Life.